# Hayford Peirce
Hayford Peirce (n. 7 ianuarie 1942, Bangor⁠(d), Maine, SUA – d. 19 noiembrie 2020, Tucson, Arizona, SUA) a fost un scriitor american de literatură science-fiction, de mister și thriller.

### Science fiction
- Napoleon Disentimed (1987) ISBN 1-58715-267-3
- The Thirteenth Majestral (1989) also reissued as Dinosaur Park (1994) ISBN 0-8125-4892-2 for both books
- Phylum Monsters (1989) ISBN 0-8125-4894-9
- Chap Foey Rider, Capitalist to the Stars (2000)
- Jonathan White, Stockbroker in Orbit (2001)
- The Burr in the Garden of Eden (2001)
- Sam Fearon: Time Scanner (2001)
- Flickerman (2001)
- The Spark of Life (2001)
- Black Hole Planet (2003)
- Aliens (2003)
- With a Bang, and Other Forbidden Delights (2005)
- The 13th Death of Yuri Gellaski (2005)

### Mysteries și spy thrillers
- Trouble in Tahiti: Blood on the Hibiscus (2000)
- Trouble in Tahiti: P.I. Joe Caneili, Discrétion Assurée (2000)
- Trouble in Tahiti: Commissaire Tama, Chief of Police (2000)
- Trouble in Tahiti: The Gauguin Murders (2001)
- The Bel Air Blitz (2002)

### Articole
- Some Thoughts on Matt Helm's Birthday